# Fritz Kosar
Fritz Kosar (* 7. Mai 1939) ist ein ehemaliger deutscher Fußball-Torhüter, der in der Bundesliga und im Messepokal für den FC Bayern München gespielt hat.

## Karriere

### Vereine
Fritz Kosar spielte bereits seit 1949 in den Jugendmannschaften des FC Bayern München. Von 1957 bis 1960 stand er im Tor der Amateure des FC Bayern, bis er in das Oberligateam aufrückte. Fritz Kosar gehörte zwischen 1960 und 1969 ausschließlich dem FC Bayern München an und spielte für diesen in der Oberliga Süd, ab 1963/64 in der Regionalliga Süd und zuletzt in der Bundesliga. In seiner ersten Saison bei den Bayern war er Ersatztorhüter hinter dem Ungarn Árpád Fazekas; nach dessen Wechsel 1961/62 zum KSV Hessen Kassel wurde er Stammtorhüter. Nach 65 absolvierten Oberligaspielen kam er in seiner ersten Regionalliga-Saison 1963/64 noch zu 15 Einsätzen, ehe der aufstrebende und seit 1962 mit einem Profivertrag ausgestattete Sepp Maier ihn verdrängte.
Sein erstes Spiel für die Bayern bestritt er am 31. Dezember 1960 (17. Spieltag) beim 1:0-Sieg im Heimspiel gegen den SV Waldhof Mannheim; gegen diese Mannschaft bestritt er auch sein erstes Regionalligaspiel, das am 10. November 1963 (14. Spieltag) mit einem 2:0-Sieg im Stadion an der Grünwalder Straße endete. Als Ersatztorhüter hinter Maier bestritt er in der Saison 1965/66 drei Bundesligaspiele, die allesamt unentschieden endeten. Sein erstes bestritt er am 23. Oktober 1965 (10. Spieltag) beim 1:1-Unentschieden „auf Schalke“; sein letztes am 28. Mai 1966 (34. Spieltag) beim 1:1-Unentschieden im Auswärtsspiel gegen Werder Bremen. Zudem wurde er 1962/63 in fünf Spielen um den Messepokal (dem Vorläufer des UEFA-Pokal-Wettbewerbs) eingesetzt. Obwohl eigentlich Torwart, kam er gelegentlich als Feldspieler zum Einsatz, während Sepp Maier im Tor stand. Kosar erzielte am 4. Dezember 1962 beim 6:0-Sieg im Hinspiel gegen den irischen Meister Drumcondra FC in der 2. Runde des Messepokals per Elfmeter ein Tor. 
Nach Ende seiner Profilaufbahn spielte er noch für den SC Armin 1893 München, den VfR Garching sowie den TuS Geretsried.

### Nationalmannschaft
Kosar absolvierte zwei Länderspiele für die DFB-Jugendauswahl beim UEFA-Juniorenturnier in Spanien. Am 14. und 18. April 1957 stand er in den Gruppenspielen beim 2:2- und 1:1-Unentschieden gegen die Auswahlen Ungarns und Spaniens in Madrid im Tor. 

## Erfolge
- Europapokalsieger der Pokalsieger 1967 (ohne Einsatz)
- Deutscher Meister 1969 (ohne Einsatz)
- DFB-Pokal-Sieger 1966, 1967, 1969 (alle ohne Einsatz)

## Sonstiges
In der Aufstiegsrunde zur Bundesliga kam Fritz Kosar am 24. Juni 1964 (5. Spieltag) bei der 0:3-Niederlage bei Tasmania Berlin als Rechtsaußen zum Einsatz.
In der 2. Runde des Messepokals erzielte Kosar am 4. Dezember 1962 beim 6:0-Sieg im Hinspiel gegen den irischen Meister von 1961 Drumcondra Dublin den Treffer zum zwischenzeitlichen 2:0.